# أمبالاو

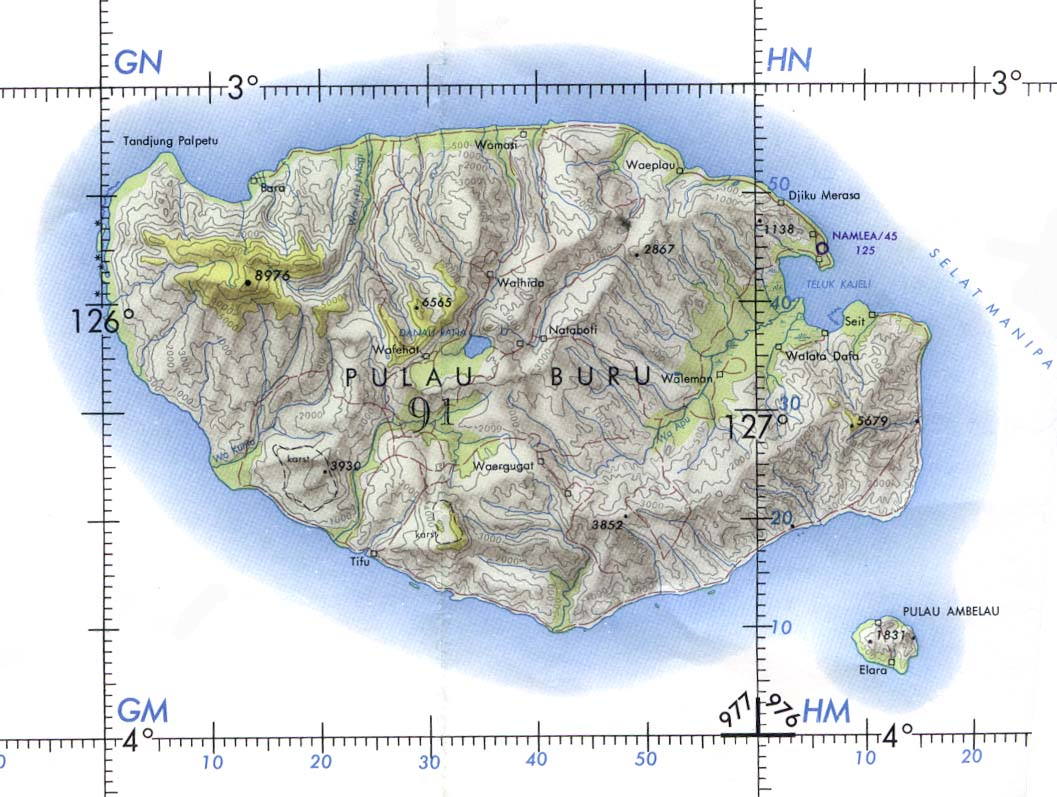
خريطة لجزيرة بورو مع أمبالاو إلى الجنوب الشرقي

أمبالاو هي جزيرة بركانية في بحر باندا في جزر الملوك، إندونيسيا. تشكل الجزيرة منطقة إدارية في مقاطعة مالوكو، إندونيسيا. وتبلغ مساحتها حوالي 201.7 كم2 ويبلغ عدد سكانها 6,846 نسمة في تعداد عام 2010. المركز الإداري هو ويلوا وهي مستوطنة تقع في جنوب الجزيرة. حوالي نصف سكان الجزيرة هم من السكان الأصليين لأمبالاو الذين يتحدثون لغة أمبالاو؛ والنصف الآخر معظمهم من المهاجرين من مناطق قريبة من جزر الملوك وجزيرة جاوة.

## الجغرافيا والجيولوجيا
تقع الجزيرة في بحر باندا عند المدخل الجنوبي لمضيق مانيبا حوالي 20 كم إلى الجنوب الشرقي من جزيرة بورو. ولها شكل بيضوي سلس نسبيا مع تمدد نسبي في الجزء الجنوبي الشرقي ويبلغ قطرها الأقصى حوالي 10 كم.
الجزيرة هي من أصل بركاني، وقد تكونت من الصخور الرسوبية في حقبة معاصرة. وتعتبر منطقة جبلية في الغالب، حيث تبلغ أعلى نقطة فيها 608 مترا في جبل باولا و 559 مترا في جبل نونا في المنطقة الغربية. الجزيرة ترتفع عموديا من البحر، والأجزاء المسطحة موجودة فقط على السواحل الجنوبية والشرقية. والكثير من أراضيها وخاصة في المناطق الجبلية، مغطاة بالغابات الاستوائية الرطبة. تقع الجزيرة في منطقة نشطة زلزالياً حيث تحدث فيها زلازل متكررة؛ حدث زلزالان هامان في الفترة الأخيرة الزلازل الأول وقع في أغسطس 2006م والثاني وقع في شهر يناير 2016م حيث أصيب ثمانية أشخاص وتضرر حوالي 120 منزلا في القريتين. النباتات والحيوانات في الجزيرة متنوعة وهي مماثلة لتلك التي في جزيرة بورو. هناك وفرة بالشعاب المرجانية قبالة سواحل الجزيرة.

## الإدارة
تنتمي الجزيرة إلى مقاطعة مالوكو بإندونيسيا. حتى عام 1999 الجزيرة تنتمي إلى مقاطعة مالوكو ريجنسي المركزية، ثم إلى بورو ريجنسي حيث تم عزلها كمنطقة إدارية منفصلة. في عام 2008، عندما انفصل جنوب بورو ريجنسي عن بورو ريجينسي، الجزيرة أصبحت جزءا منه وذلك للحفاظ على مكانتها. الجزيرة ينقسم إلى سبعة وحدات إدارية أقل رتبة تسمى قرية ((بالإندونيسية: desa)‏) أو التسوية ((بالإندونيسية: kelurahan)‏)، وهي كامبونغ بارو، ولوموي، وماساوي، وسيلاسي، وسيوار، وأوليما وإلارا.
الصوتيات في اللغات المحلية تقلل من حرف العلة في المقطع الثاني من اسم الجزيرة. ونتيجة لذلك، المصادر الغربية تشير إلى أنها أمبيلاو، في حين أن المصادر الإندونيسية الحديثة تسميها باسم أمبالاو، وخاصة في الوثائق الرسمية وعلى الموقع الرسمي لمقاطعات بورو وجنوب بورو.

## السكان
غالبية سكان أمبالاو (والبالغ عددهم 6,846 حسب تعداد عام 2010) يتواجدون على السهول الساحلية في مستوطنات كامبونغ بارو (969) ولوموي (1,209) ماساوي (750) وسيلاسي (606) وسوير (890) وأوليما (970) وإلارا (1,452). نصف السكان هم من السكان الأصليين لأمبالاو، والنصف الآخر من المهاجرين من جزر الملوك والذين ينتمون إلى سولاوسي الجنوبية ومن أعراق البوقس والجاوي. وقد انتقل الجاويون إلى الجزيرة من خلال برامج التهجير واسعة النطاق التي اعتمدتها كل من الإدارة الاستعمارية الهولندية في عام 1900 والسلطات الإندونيسية بين عامي 1950 و 1990. تتكلم المجموعات العرقية لغات ولهجات مختلفة في الحياة اليومية، على سبيل المثال لغة أمبالاو. ومع ذلك، فإن معظم البالغين لديهم معرفة باللغة الإندونيسية الوطنية ويستخدمونها في الأماكن العامة أو في التواصل مع القبائل الأخرى. أكثر سكان أمبالاو هم من المسلمين السنة، مع نسبة قليلة من المسيحيين وبعض بقايا المعتقدات المحلية التقليدية.

## الاقتصاد
تهيمن الزراعة على الاقتصاد المحلي. وتعتبر زراعة الأرز – المحصول الأكثر شيوعا في المنطقة – معاقة في الجزيرة بسبب التضاريس الجبلية وكثرة حيوانات بابيروسة بورو البرية التي تشبه الخنازير والتي تتلف المحاصيل (ويلاحظ أنه من النادر اصطياد هذه الحيوانات بسبب التقاليد الإسلامية). تستخدم مساحات صغيرة من الأرض الخصبة على الساحل لزراعة الذرة وحبوب ساغو والبطاطا الحلوة والكاكاو وجوز الهند والفلفل الإفرنجي وجوزة الطيب. يمارس سكان قريتي ماساوي وأوليمو صيد سمك التونة. بعض المحاصيل الزراعية والأسماك يتم تصديرها إلى جزيرة بورو وخصوصا إلى أسواق مدينة نامليا.